# Sebbe Gheerardyns
Sebbe Gheerardyns (11 januari 2005) is een Belgisch voetballer die onder contract ligt bij Cercle Brugge.

## Clubcarrière
Gheerardyns genoot zijnn jeugdopleiding bij Cercle Brugge. Op 7 mei 2023 maakte hij zijn officiële debuut voor Jong Cercle, het beloftenelftal van Cercle Brugge dat dat seizoen van start was gegaan in de Tweede afdeling: liet trainer Bart Plasschaert hem in de slotfase invallen. In het seizoen 2023/24 speelde hij mee in 26 van de 34 competitiewedstrijden van Jong Cercle, waarin hij slechts eenmaal invaller was. Jong Cercle promoveerde dat seizoen naar Eerste nationale nadat het op 11 mei 2024 in de promotie-playoffs met 1-0 won van Jong KV Mechelen. Gheerardyns mocht in deze wedstrijd in de 90e minuut invallen.
In januari 2024 was Gheerardyns een van de jongeren die van trainer Miron Muslic mee op winterstage met het eerste elftal mochten. Een maand later ondertekende hij zijn eerste profcontract in het Jan Breydelstadion. Op 24 oktober 2024 maakte Gheerardyns zijn officiële debuut voor het eerste elftal van Cercle Brugge: in de Conference League tegen Víkingur Reykjavík (3-1-nederlaag) liet trainer Muslic hem in de 82e minuut invallen voor Dalangunypole Gomis. Cercle Brugge had er bewust voor gekozen om in deze wedstrijd met een veredelde B-ploeg aan te treden.

## Clubstatistieken
| Seizoen         | Club            | Land            | Competitie       | Competitie | Competitie | Beker | Beker | Supercup | Supercup | Europees | Europees | Totaal | Totaal |
| Seizoen         | Club            | Land            | Competitie       | Wed.       | Dlp.       | Wed.  | Dlp.  | Wed.     | Dlp.     | Wed.     | Dlp.     | Wed.   | Dlp.   |
| --------------- | --------------- | --------------- | ---------------- | ---------- | ---------- | ----- | ----- | -------- | -------- | -------- | -------- | ------ | ------ |
| 2022/23         | Jong Cercle     | Vlag van België | Tweede afdeling  | 1          | 0          | —     | —     | —        | —        | —        | —        | 1      | 0      |
| 2023/24         | Jong Cercle     | Vlag van België | Tweede afdeling  | 27         | 4          | —     | —     | —        | —        | —        | —        | 27     | 4      |
| 2024/25         | Jong Cercle     | Vlag van België | Eerste nationale | 8          | 0          | —     | —     | —        | —        | —        | —        | 8      | 0      |
| 2024/25         | Cercle Brugge   | Vlag van België | Eerste klasse A  | 0          | 0          | 0     | 0     | —        | —        | 1        | 0        | 1      | 0      |
| Carrière totaal | Carrière totaal | Carrière totaal | Carrière totaal  | 36         | 4          | 0     | 0     | 0        | 0        | 1        | 0        | 37     | 4      |

Bijgewerkt op 24 oktober 2024.